# チャトラ・シャハ
チャトラ・シャハ（Chatra Shah, 生年不詳 - 1609年）は、ネパール、ゴルカ王国の第3代君主（在位：1605年 - 1609年）。第2代君主プールナ・シャハの息子。

## 生涯
1605年、父王プールナ・シャハが死亡したことにより、王位を継承した。
なお、祖父ドラヴィヤ・シャハや父プールナ・シャハは実在を確認することが出来ないが、チャトラに関しては彼自身の名と年代1609年が刻まれた銘文があることから実在を確認できる。
チャトラはカトマンズ盆地の攻撃を計画していたが、1609年に死去したという。死後、息子のラーム・シャハが王位を継承した。